# Shōnagon
Un Shōnagon (少納言) fue un consejero de tercer rango en la Corte Imperial de Japón. El papel se remonta al siglo VII. Esta posición consultiva se mantuvo como parte de la Corte Imperial de Japón desde el siglo VIII hasta el período Meiji en el siglo XIX. Esto se convirtió en un cargo del Código Taihō a principios del gobierno japonés feudal o daijō-kan.
En las filas de la burocracia imperial, el Shōnagon se situó entre los Chūnagon (consejeros medios) y los Sangi (consejeros asociados).
Normalmente, el cargo estaba en manos de tres miembros de quinto rango del kuge. Estos funcionarios eran responsables de leer los informes ordinarios y de hacer los arreglos de viaje del Emperador. Se dice que los Shōnagon ayudaban a los oficiales principales, a poner sellos a los hechos y a llevar comunicaciones a otros dentro del daijō-kan. Ambos eran militares y civiles.

## Contexto
Cualquier ejercicio de poderes significativos de los oficiales de la corte en el período pre-Meiji alcanzó su nadir durante los años del shogunato Tokugawa, y sin embargo, las estructuras centrales del gobierno ritsuryō lograron perdurar durante siglos.
Para apreciar el cargo de Shōnagon, es necesario evaluar su papel en el contexto tradicional japonés de un marco duradero pero flexible. Esta era una red burocrática y una jerarquía de funcionarios. El cargo de Shōnagon era un elemento importante en el Daijō-kan (Consejo de Estado). El esquema del Daijō-kan demostró ser adaptable en la creación del gobierno constitucional en el período moderno.

### Oficiales más altos delDaijō-kan
Las posiciones más altas en la jerarquía judicial pueden ser catalogadas. Una lista no detallada proporciona una visión superficial dentro de la complejidad y las relaciones interconectadas de la estructura de la corte imperial.
- Daijō daijin (Canciller del Reino o Ministro Principal).[8]
- Sadaijin (Ministro de la Izquierda).[8]
- Udaijin (Ministro de Derecho).[8]
- Naidaijin (Ministro del Centro).[8]

El siguiente nivel más alto de funcionarios fue:
- Dainagon (Gran Consejero). Había comúnmente tres Dainagon;[8] a veces más.[9]
- Chūnagon (Consejero).[10]
- Shōnagon (Consejero Menor); comúnmente había tres Shōnagon.[8]

Otros burócratas de alto rango que funcionaban con cierta flexibilidad dentro del Daijō-kan fueron;
- Sangi (consejero asociado).[2] Este cargo funcionaba como gerente de las actividades del Daijō-kan dentro del palacio.
- Geki (外記) (Secretaría). Estos son hombres específicamente nombrados que actuaban a la sola discreción del emperador. Entre los deberes de los Geki se incluían escribir las patentes y los títulos conferidos por el emperador. En casos de disputa entre altos oficiales, el Geki redactaba una declaración del caso para ambas partes. Además, cuidaban de cualquier negocio recién introducido.[10]

### Los Ocho Ministerios
Los ministerios de gobierno eran ocho burócratas semiindependientes. Una lista por sí sola no puede revelar mucho sobre el funcionamiento real del Daijō-kan, pero las amplias categorías jerárquicas sugieren la forma en que se analizaron las funciones gubernamentales:
| Izquierda - Ministerio del Centro. - Ministerio de Servicios Civiles; también conocido como el Ministerio de Dirección Legislativa e Instrucción Pública. - Ministerio de Ceremonias; también conocido como el Ministerio del Interior". - Ministerio de Asuntos Populares. | Derecha - Ministerio de Asuntos Militares. - Ministerio de Justicia. - Ministerio del Tesoro. - Ministerio de la Casa Imperial. |

Los ministerios específicos anteriores no estaban agrupados arbitrariamente. Los dos funcionarios de la corte a continuación tenían la responsabilidad de ellos de la siguiente manera:
- Gran Controlador de la Izquierda (左大弁 Sadaiben).[17] Este administrador estaba encargado de supervisar cuatro ministerios: Centro, Servicios Civiles, Ceremonias e Impuestos.
- Gran contralor de la Derecha (右大弁 Udaiben).[17] Este administrador estaba encargado de supervisar cuatro ministerios: Militar, Justicia, Tesorería y Casa Imperial.